# Washington Cataldi
Pour les articles homonymes, voir Cataldi.
Washington Cataldi, né le 3 août 1923 et mort en 2 mai 1996, est un dirigeant de football et homme politique uruguayen.

## Biographie
Membre du Parti Colorado, il est député d'Uruguay de 1967 à 1973 puis de 1985 à 1990.
Il dirige de 1973 à 1984 (puis entre 1990 et 1992) le Club Atlético Peñarol où il poursuit le travail de son prédécesseur Gastón Guelfi et remporte un succès important : sept titres de champion d'Uruguay, une Copa Libertadores et une Coupe intercontinentale. 